# NGC 1135
NGC 1135 је спирална галаксија у сазвежђу Часовник која се налази на NGC листи објеката дубоког неба.
Деклинација објекта је - 54° 55' 46" а ректасцензија 2h 50m 47,2s. Привидна величина (магнитуда) објекта NGC 1135 износи 15,5 а фотографска магнитуда 16,2. NGC 1135 је још познат и под ознакама ESO 154-18, PGC 10800.